# Hyundai e-Mighty
Hyundai e-Mighty (хангыль:현대 이 마이티, 현대 e-마이티) — среднетоннажный грузовой автомобиль южнокорейской компании Hyundai Motors. Автомобили поставлялись, в основном, в Корею и некоторые другие азиатские страны. Производство началось в октябре 2004 года. 
Большинство моделей отличаются друг от друга эмблемой e-Mighty впереди и эмблемой Hyundai сзади. Конкуренты модели — Mitsubishi Fuso Canter, Isuzu Elf, Nissan Atlas, Toyota Dyna и Hino Dutro. 

## Модификации
- Gold
- Super
- Lux
- HD78